# Jorge Enrique Jiménez Carvajal
Jorge Enrique Jiménez Carvajal (Bucaramanga, 29 de marzo de 1942) es un eclesiástico católico eudista, filósofo, teólogo y profesor colombiano. Fue arzobispo de Cartagena de Indias, entre 2005 a 2021.

## Biografía
Jorge Enrique nació el 29 de marzo de 1942, en la ciudad colombiana de Bucaramanga del Departamento de Santander.
Tras realizar su formación primaria y secundaria, obtuvo el título de Bachiller del Seminario Menor Diocesano de Floridablanca.
Realizó estudios de Filosofía en la Pontificia Universidad Javeriana, donde obtuvo la licenciatura.
Estudió Teología en el Seminario Eudista de Valmaría en Bogotá; y Ciencias Sociales en el Instituto Latinoamericano de Estudios sociales de Santiago de Chile.

### Vida religiosa
Cuando era joven descubrió su vocación religiosa y decidió ingresar en la Congregación de Jesús y María (Padres Eudistas); a partir de 1959 realizó el noviciado. Realizó su profesión de votos religiosos, el 17 de mayo de 1964.
Su ordenación sacerdotal fue el 17 de junio de 1967, en Bucaramanga, a manos del entonces obispo Héctor Rueda Hernández.
Como sacerdote desempeñó los siguientes ministerios:
- Formador en el Seminario Valmaría (1967-1971).
- Miembro de la Comunidad Eudista del Minuto de Dios y responsable del área social de la misma (1972-1978).
- Miembro del Equipo del Secretariado Nacional de Pastoral Social del Episcopado Colombiano (1975-1978).
- Director de Estudios del Instituto Teológico Pastoral del CELAM, en Medellín (1979-1988).
- Superior Provincial de la Congregación de Jesús y de María (1988-1992).
- Secretario de la Confederación Latinoamericana y Caribeña de Religiosos (1989-1991).

## Episcopado

### Obispo de Zipaquirá
El 9 de noviembre de 1992 ascendió al episcopado, cuando fue nombrado por el Papa Juan Pablo II como obispo de la Diócesis de Zipaquirá. Sucediendo a Mons. Rubén Buitrago Trujillo O.A.R.
Recibió la consagración episcopal el 12 de diciembre del mismo año, a manos del Cardenal y entonces Arzobispo de Bogotá Mons. Mario Revollo Bravo y de sus co-consagrantes: el también cardenal y entonces nuncio apostólico en el país Mons. Paolo Romeo y entonces Obispo de Barrancabermeja Mons. Juan Francisco Sarasti Jaramillo.
Al mismo tiempo se desempeñó como Secretario General de la Conferencia Episcopal Colombiana (1993-1995), Secretario General del Consejo Episcopal Latinoamericano ("CELAM") (1995-1999) y Presidente del mismo (1999-2003).

### Arzobispo de Cartagena
Seguidamente el 6 de febrero de 2004, Juan Pablo II lo nombró Arzobispo coadjutor de la arquidiócesis de Cartagena de Indias.
El 6 de febrero de 2004, Su Santidad Juan Pablo II, lo nombró Arzobispo Coadjutor de Cartagena.
Desde el día 24 de octubre de 2005, tras la renuncia del arzobispo de esta sede Mons. Carlos José Ruiseco, fue Arzobispo Metropolitano de Cartagena de Indias.
También actualmente es Responsable del Instituto Teológico Pastoral (ITEPAL), Miembro del Comité de Coordinación con el CELAM de la Conferencia Episcopal y tras ser llamado por la Santa Sede, en la Curia Romana es Miembro de la Pontificia Comisión para América Latina y del Pontificio Consejo para los Agentes Sanitarios.
El 25 de marzo de 2021 fue sucedido al frente de arquidiócesis de Cartagena de Indias por Monseñor Francisco Javier Múnera Correa IMC.

## Cardenalato
El  29 de mayo de 2022, durante el Ángelus del papa Francisco, se hizo público que sería creado cardenal. Fue creado cardenal por el papa Francisco durante el consistorio el  27 de agosto del año, con el ttulus de Cardenal presbítero de Santa Dorotea.